# Strada statale 618 Molesana
La ex strada statale 618 Molesana (SS 618), ora strada provinciale 2 Molesana (SP 2) in provincia di Isernia e strada provinciale 169 Molesana (SP 169) in provincia di Campobasso, era una strada statale italiana che si snodava in Molise fungendo da collegamento interprovinciale. Attualmente è classificata come strada provinciale in tutta la regione.

## Percorso
La strada inizia nei pressi della stazione di Cantalupo nel Sannio dalla strada statale 17 dell'Appennino Abruzzese e Appulo Sannitico e raggiunge le località di Macchiagodena e Frosolone. Prosegue entrando nel territorio della provincia di Campobasso toccando i centri abitati di Torella del Sannio e Castropignano, per innestarsi infine sulla strada statale 647 Fondo Valle del Biferno.
Il percorso originario terminava a Campobasso innestandosi alla strada statale 87 Sannitica con una lunghezza di km 52,700.

## Storia
Già contemplata nel piano generale delle strade aventi i requisiti di statale del 1959, è solo col decreto del Ministro dei lavori pubblici del 20 gennaio 1971 che viene elevata a rango di statale con i seguenti capisaldi d'itinerario: "Innesto strada statale n. 17 presso Cantalupo - Torella del Sannio - innesto strada statale n. 87 presso Campobasso".
A seguito dell'istituzione della strada statale 647 Fondo Valle del Biferno e delle sue diramazioni con il decreto del Ministro dei lavori pubblici n. 665 del 1º dicembre 1989, il tratto compreso tra l'innesto con detta SS 647 presso Capitignano e Campobasso venne declassato e consegnato alla provincia di Campobasso che la riclassificò come strada provinciale 41 Garibaldi (SP 41).
In seguito al decreto legislativo n. 112 del 1998, dal 2001 la gestione è passata dall'ANAS alla Regione Molise, che ha provveduto al trasferimento dell'infrastruttura al demanio della Provincia di Isernia e della Provincia di Campobasso per le tratte territorialmente competenti.